# 16060 Dahliadry
A 16060 Dahliadry (ideiglenes jelöléssel (16060) 1999 JZ89) a Naprendszer kisbolygóövében található aszteroida. A LINEAR projekt keretében fedezték fel 1999. május 12-én.